# Kees de Boer
Pour les articles homonymes, voir de Boer.
Kees de Boer, né le 13 mai 2000 à Volendam aux Pays-Bas, est un footballeur néerlandais, qui évolue au poste de milieu central à l'US Salernitana 1919.

## Biographie

### En club
Né à Volendam aux Pays-Bas, Kees de Boer commence le football avec le club local du FC Volendam avant d'être formé par l'Ajax Amsterdam à partir de 2011. Le 5 juillet 2017 il rejoint Swansea City pour un contrat de trois ans. Il intègre dans un premier temps l'académie du club.
En fin de contrat à Swansea à l'été 2020, il rejoint librement l'ADO La Haye pour un contrat de deux ans. Le transfert est annoncé le 2 juin 2020,.
Il joue son premier match sous ses nouvelles couleurs le 13 septembre 2020 face à l'Heracles Almelo, faisant par la même occasion ses débuts dans l'Eredivisie, l'élite du football néerlandais, lors de la première journée de la saison 2020-2021. Il est titularisé et son équipe est battue par deux buts à zéro.
Le 6 juillet 2021, Kees de Boer signe avec le VVV Venlo pour un contrat de deux saisons, plus une année supplémentaire en option.
Sans club après son départ du VVV Venlo à l'été 2023, Kees de Boer trouve une nouvelle opportunité en Italie, il s'engage le 15 septembre 2023 avec le Ternana Calcio, pensionnaire de deuxième division. Il signe un contrat d'une saison, avec une saison supplémentaire en option.

### En équipe nationale
Kees de Boer représente l'équipe des Pays-Bas des moins de 15 ans, jouant deux matchs avec cette sélection en 2015.